# Rue Cazotte
Pour les articles homonymes, voir Cazotte (homonymie).
La rue Cazotte est une voie du 18e arrondissement de Paris, en France.

## Situation et accès
La rue Cazotte est une voie publique située dans le 18e arrondissement de Paris. Elle débute au 3, rue Charles-Nodier et se termine au 2, rue Ronsard.

## Origine du nom

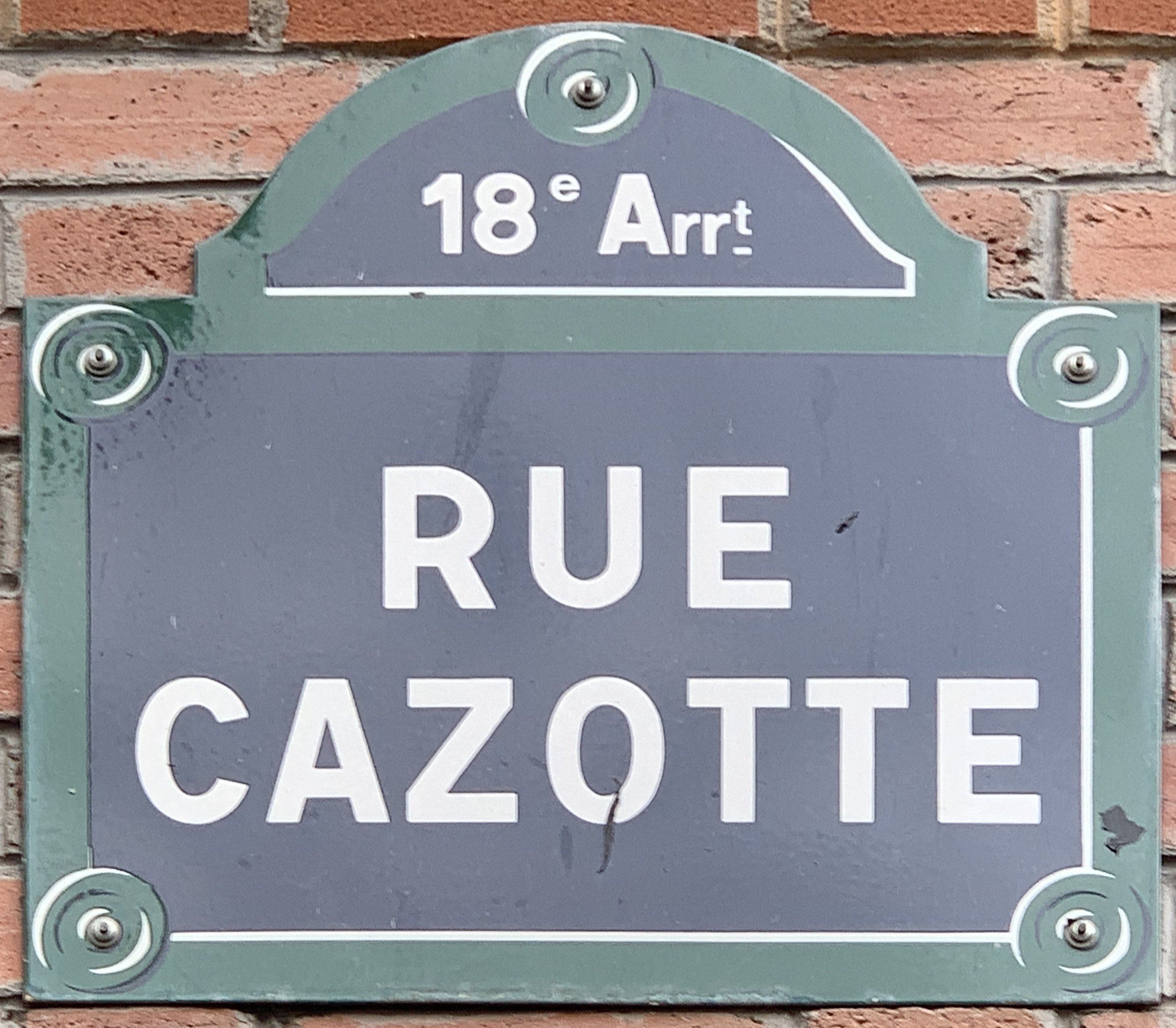
Plaque de la rue.

Elle porte le nom du littérateur Jacques Cazotte (1720-1792). 

## Historique
Cette voie d'isolement au nord du marché de Montmartre, est formée par un décret du 11 août 1867.
Cette rue devait être prolongée jusqu'à la rue André-del-Sarte, mais un décret en date du 13 mars 1884 a déclassé ce prolongement.
Elle prend sa dénomination actuelle par un décret du 7 décembre 1900.